# Cyllognatha surajbe
Cyllognatha surajbe är en spindelart som beskrevs av Patel 1972. Cyllognatha surajbe ingår i släktet Cyllognatha och familjen klotspindlar. Inga underarter finns listade i Catalogue of Life.